# Kobroor
La isla de Kobroor ([en indonesio: Pulau Kobroor) es una isla del grupo de las islas Aru, en el mar de Arafura. Administrativamente pertenece a la provincia de Molucas, Indonesia. Su superficie es de 1723 km² y, por extensión, es la 225.ª isla mayor del mundo.
Las otras islas principales del archipiélago son Tanahbesar (también llamada Wokam), Trangan, Kola y Maikoor. El estrecho llamado Manoeambi River separa la isla de Kobroor, por su lado norte, de la isla de Tanahbesar y el Workai River la separa, por el sur, de Maikoor y Koba.